# Namaquanthus vanheerdei
Namaquanthus vanheerdei är en isörtsväxtart som beskrevs av L. Bol. Namaquanthus vanheerdei ingår i släktet Namaquanthus och familjen isörtsväxter. Inga underarter finns listade i Catalogue of Life.

## Bildgalleri

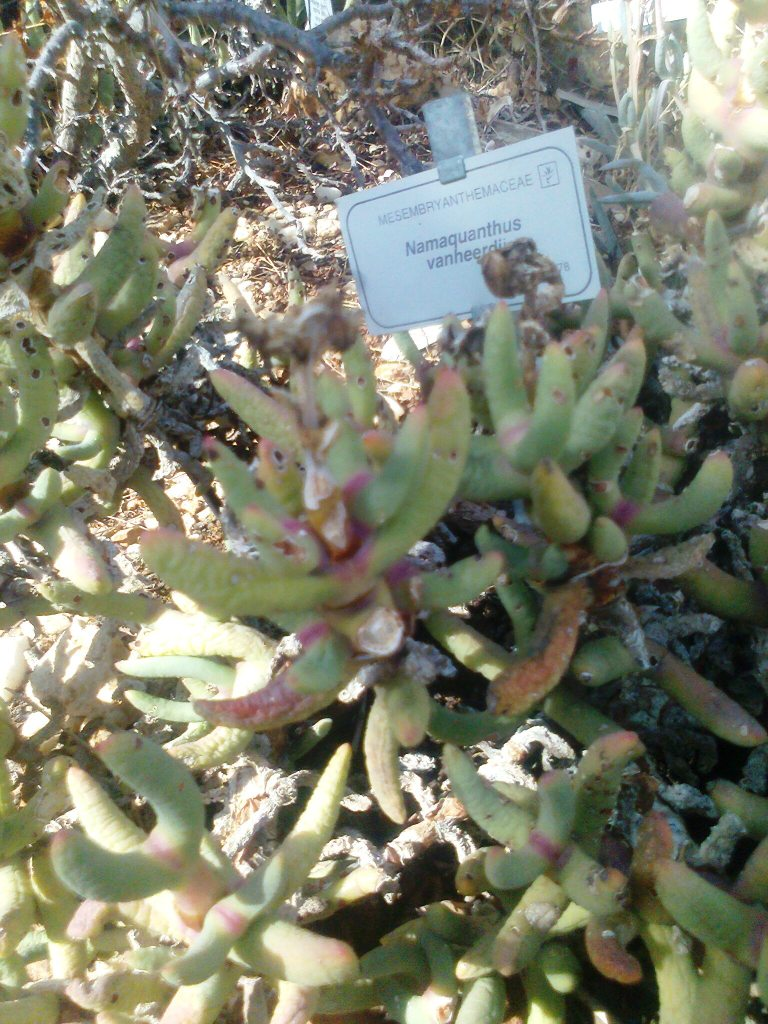
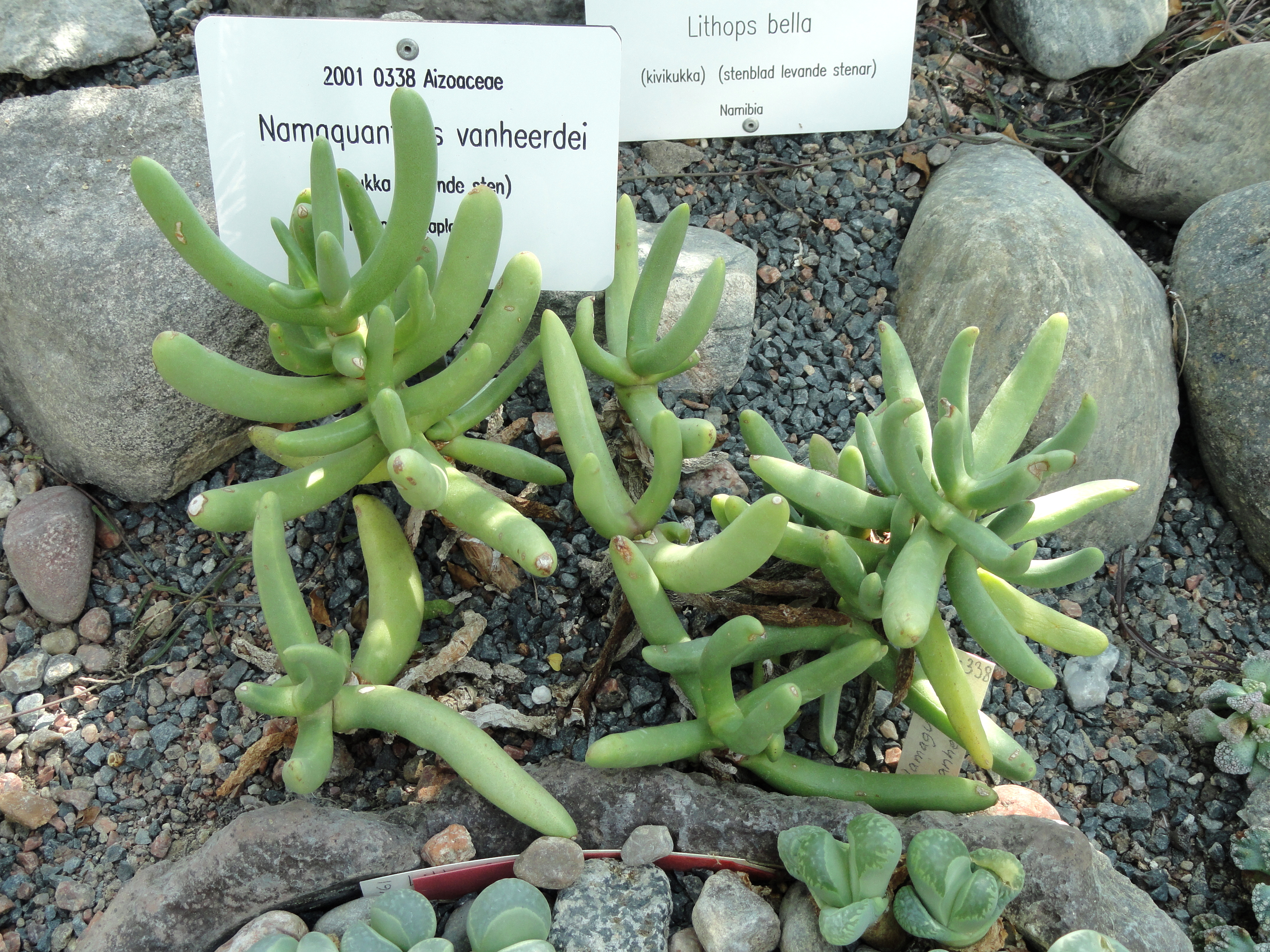